# سلة كو (فين)
سلة كو (بالفارسية: سله کو) هي قرية تقع في إيران في قسم فين الريفي.